# Sant Martí del Clot

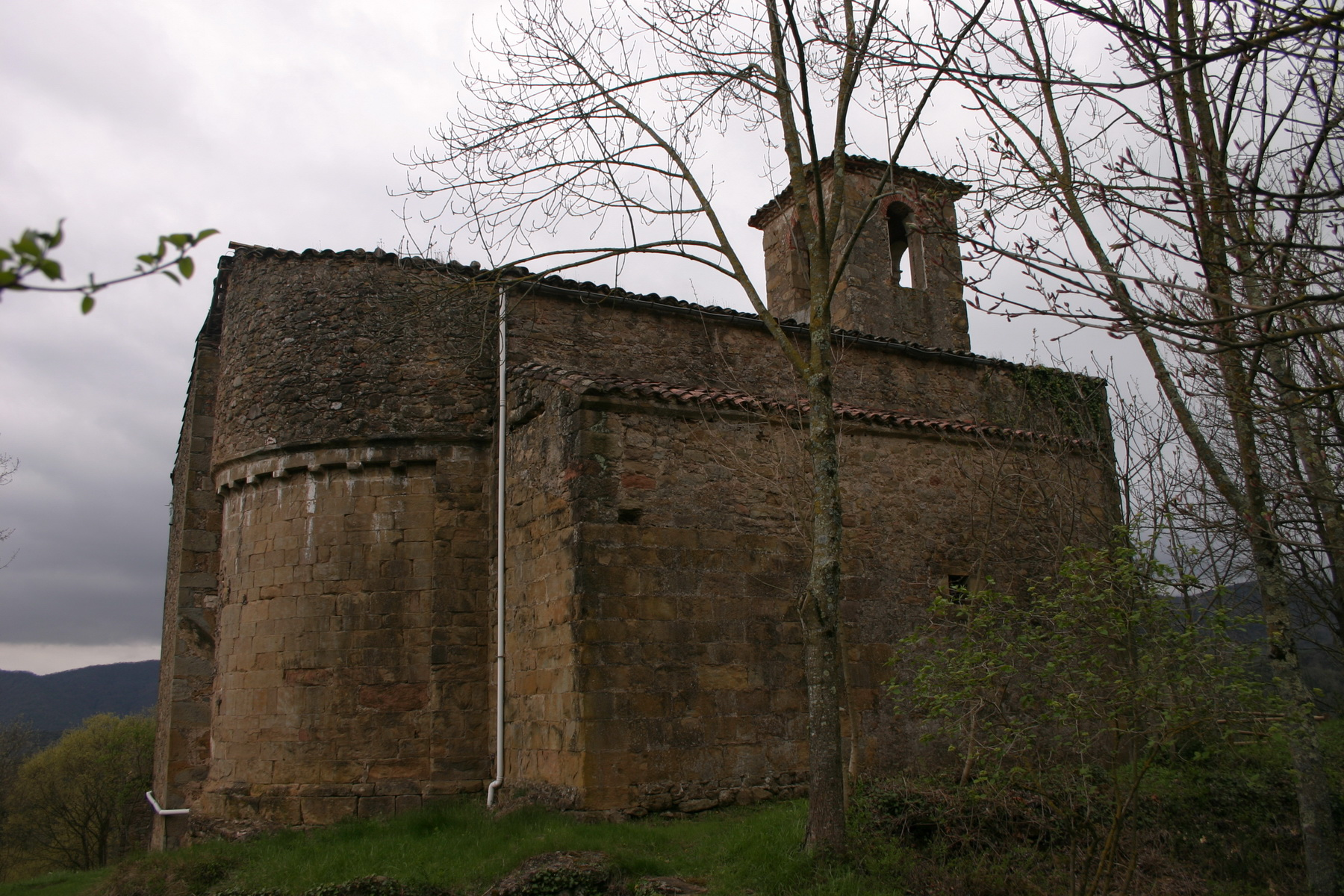
Die romanische Kirche Sant Martí del Clot

Sant Martí del Clot (auch bekannt als Sant Martí de Tornadissa) ist eine stark modifizierte romanische Kirche aus dem 12. Jahrhundert im gleichnamigen, zur Gemeinde La Vall de Bianya gehörigen Weiler in der Nähe der Stadt Olot in Katalonien. Sie liegt auf einer Höhe von 509 Metern an einem Hang der Sierra de Malforat. Der Weiler hatte im Jahr 2009 37 Einwohner.

## Baugeschichte
Die Kirche wurde im Jahr 1253 als „Sancti Martini de Teneriza“ ersterwähnt. Dieser Name wird in der Folgezeit über „Terneriza“ und „Tornariça“ zu „Sant Martí de Tornadissa“ abgewandelt. Der Ort selbst ist seit 1076 dokumentiert. Der Kirchenbau wurde bei dem Erdbeben von 1428 in der Gegend von Olot zerstört, wieder aufgebaut und umgestaltet wie es im Schlussstein des Eingangsportals in gotischen Lettern eingraviert ist: 
„Diese Kirche wurde durch das Erdbeben des Jahres 1428 zerstört. Die Ehrenleute der Gemeinde haben im Jahr 1438 die Kirche wiederherstellen lassen. Die Bauarbeiten wurden geleitet von Francesc M. Coromina aus Clot, der bereits verstorben ist; sie wurden durchgeführt von Pere de Massegur aus La Pinya. 1439“
Im 18. Jahrhundert wurden an der Nord- und Südseite Seitenkapellen an die einschiffige Kirche angebaut, die den Kernbau überhöhen und dem Kirchenbau jetzt einen kreuzförmigen Grundriss verleihen. Die romanischen Mauern der Süd- und Nordseite weisen einen Fries auf, der auf einfachen Konsolen angebracht ist. Die halbkreisförmige Apsis ist durch die im Süden angebaute Sakristei halbverdeckt. Von der Apsis ist das Gesims erhalten geblieben. Im Zentrum weist die Apsis ein blindes Fenster auf. Der schlanke Glockenturm mit einem vierseitigen Dach erhebt sich in der Südwestecke des Gebäudes. Nach dem Spanischen Bürgerkrieg wurden die Innenwände der Kirche vergipst, um die Brandspuren zu verdecken, die durch den ikonoklastischen Brandanschlag im Juli 1936 entstanden sind. Sankt Martin war der Schutzheilige der huftragenden Tiere. Deswegen wurden am Eingangsportal von den Inhabern solcher Tiere Hufe als Gabe angebracht.